# Rive Gauche
La Rive Gauche (la Riba Esquerra) és la meitat meridional de París, si es pren com a referència el curs del riu Sena. La meitat septentrional és la Rive Droite. En especial es refereix als barris més pròxims a les illes. El concepte de riba dreta i riba esquerra, a Paris, es relaciona que a la riba esquerra hi ha moltes escoles i universitats, galeries d'art i llibreries mentre que a la dreta, especialment abans de crear-se La Défense, a on es trobaven els bancs, i els eixos comercials i empresarials.
Per això la riba esquerra pot fer pensar a alguns en un estil de vida més aviat bohemi respecte al de la dreta. És el París de Pablo Picasso, Henri Matisse, Ernest Hemingway, F. Scott Fitzergald i desenes d'altres membres de la gran comunitat artística de Montparnasse. Això no compta que els turons de Montmartre i de Buttes-Chaumont, per exemple, també famosos pels artistes de la faràndula i la pintura estan a la part nord. Però és que l'altra diferència és que la riba esquerra es considera que és només la part central a prop de les illes i que els seus habitants repressenta que estan més o menys ben situats, encara que no tant com els del 16è, mentre que els dels altres dos turons han estat tradicionalment de classes populars i revolucionàries.
Alguns dels seus carrers més famosos són el Boulevard Saint-Germain, el Boulevard Saint-Michel o la Rue de Rennes.
El Barri Llatí és una àrea que es troba a la Riba Esquerra de París, al 5è districte i que rep el seu nom del fet que és on es trobava la Sorbona i estava habitat per estudiants que parlaven llatí. Actualment, el barri de Saint Michel i de Saint Germain són de les zones més turístiques de la ciutat i estan plenes de bars, restaurants de menú i botigues de records.